# Museum Nusantara
Museum Nusantara is een Nederlands voormalig museum over Indonesië en voormalig Nederlands-Indië aan het Sint Agathaplein 4 in Delft.

## Geschiedenis
Het museum werd in 1911 geopend onder de naam Etnografisch Museum in het Sint-Agathaklooster. Na een grondige renovatie werd het museum in juni 1977 heropend en Museum Nusantara hernoemd. Nusantara is een Maleise term voor Indonesië. Voorafgaand aan het honderdjarig bestaan in 2011 werd het museum opnieuw gerenoveerd. Het was het enige museum in Nederland dat geheel gewijd was aan de kunst en cultuur van Indonesië. Nog geen twee jaar later liet de Delftse gemeenteraad als bezuinigingsmaatregel het museum sluiten. Het sloot op 6 januari 2013.
In april 2014 werd bekendgemaakt dat de collectie van Museum Nusantara verdeeld werd over Museum Prinsenhof, het Rijksmuseum Volkenkunde en andere musea. 1500 objecten uit de collectie werden door de Nederlandse overheid teruggeven aan Indonesië, en bevinden zich nu in het Nationaal Museum van Indonesië.

## Collectie
De collectie bestond uit kunst- en gebruiksvoorwerpen uit Indonesië. De collectie bestond uit voorwerpen die het bezit waren geweest van de Indische Instelling, een school in 1864 opgericht ter opleiding van koloniale bestuursambtenaren, die in 1901 de deuren sloot. Met de collectie werd een beeld gegeven van de geschiedenis en cultuur van de verschillende bevolkingsgroepen en culturen, die Indonesië kent. Verder gaf het museum aan de hand van de collectie een beeld van de relaties die ruim 400 jaar tussen Nederland en Indonesië bestonden. In 1595 vertrok de eerste Nederlandse vloot naar Oost-Indië. Het doel was handel. De snel toenemende handel en de vooruitzichten op verdere winsten leidden in 1602 tot de oprichting van de Vereenigde Oostindische Compagnie (VOC).

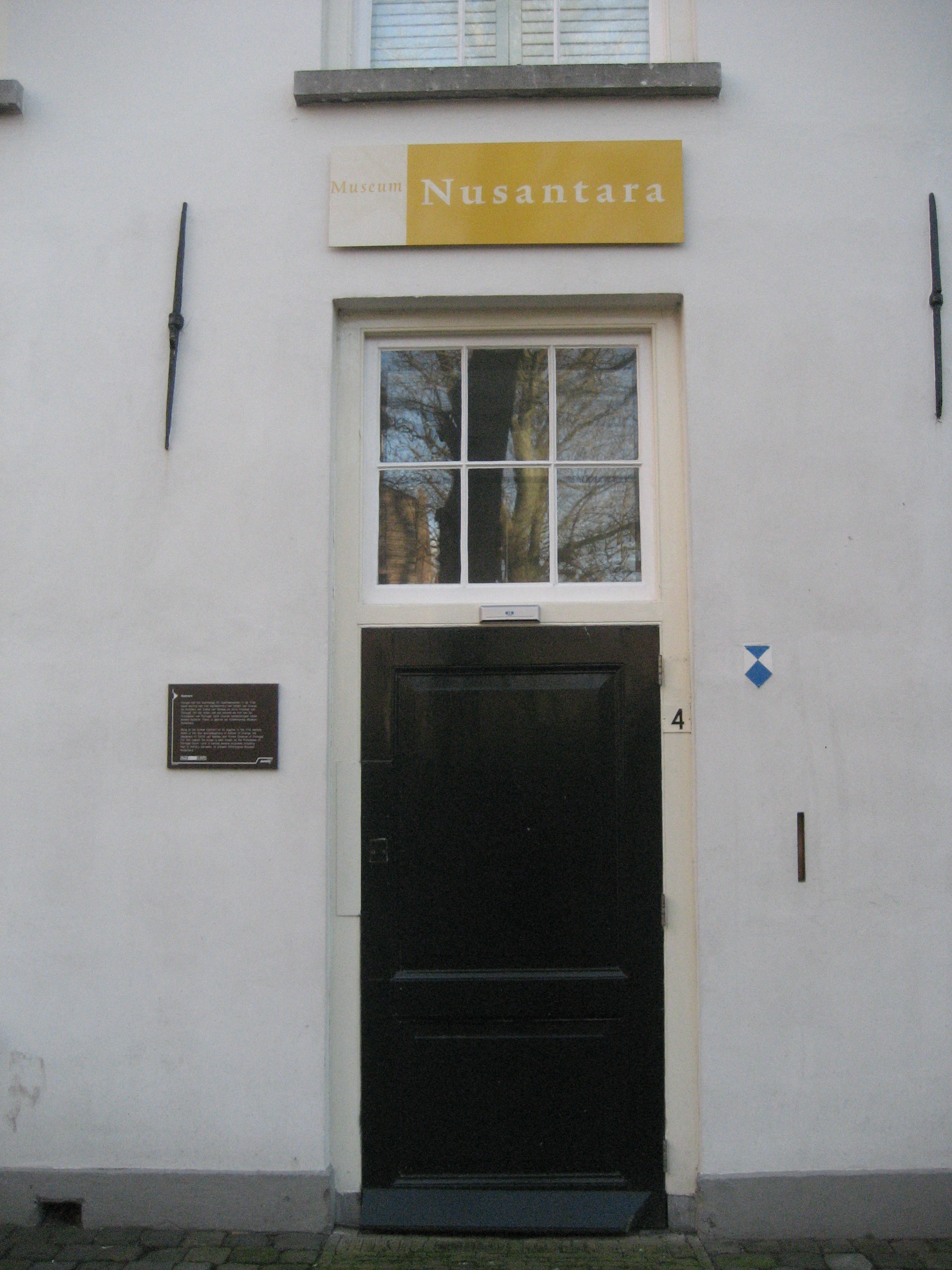
Ingang Museum Nusantara